# Ритмическая формула
Ритмическая формула, или (чаще) ритмоформула (англ. rhythmic pattern, rhythmic formula) в музыке — устойчивый ритмический рисунок, общеупотребительный и общепризнанный в рамках определённой исторической и региональной музыкальной традиции (например, в танцевальной музыке Испании). 

## Общая характеристика

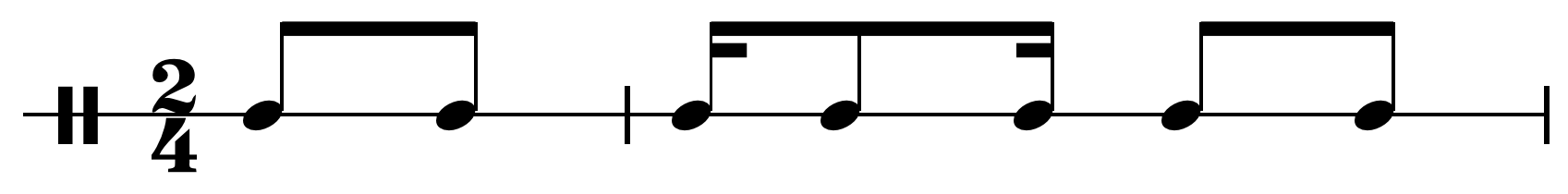
Характерная ритмоформула самбы

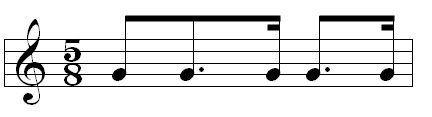
Характерная ритмоформула сортсико

Ритмоформула часто выполняет функцию характерного признака ритмики музыкального жанра (например, польского полонеза, баскского сортсико, бразильской самбы) и даже (в целом) музыкального стиля (как, например, в классической музыке Индии). По значимости в музыке ритмоформулу можно сравнить с мелодической формулой. 
В музыкальном сочинении ритмоформулы обычно объединяются в периодические ряды (серии) и осмысливаются слухом как элементы метрической сетки. При этом метр может быть «квантитативным» (как в модальной ритмике средневековой музыки), то есть ограничиваться «накоплением количества», без градации сильных долей по тяжести, а может быть и «квалитативным» (как в музыке барокко, венской классики и романтизма), то есть с обычной для классической тактовой метрики градацией акцентов по степени их тяжести (нем. Zeitmaß).

## Ритмоформула и ритмический рисунок
От ритмоформулы следует отличать ритмический рисунок (который в трудах музыковедов нестрого также называют ритмоформулой), особенную ритмическую идею в отдельном музыкальном сочинении (в отличие от ритмоформул, являющихся результатом «обобщённой» музыкальной практики). Так, (пунктирные) ритмические рисунки в «Революционном этюде» Шопена и в прелюдии «Шаги на снегу» Дебюсси действуют только на протяжении указанных пьес, не будучи характерными чертами ритмики Шопена и Дебюсси, не говоря уже о музыке романтиков и импрессионистов в целом.
В композиторской музыке характерный ритмический рисунок может быть вплетён в ритмически разнообразную и развитую музыкальную ткань. Периодическое возвращение такого рисунка (даже без того, чтобы образовывать монотонные ритмические ряды) в большей или меньшей степени обеспечивает ассоциативную идентификацию жанра, как, например, в Сицилиане (ч.II) из флейтовой сонаты Es-dur И.С.Баха (BWV 1031), квази-сортсико — в «Эпической песне» М. Равеля (№2 из цикла "Три песни Дон Кихота к Дульсинее") и т.п.

## Ритмоформулы в традиционной музыке
Для многих жанров традиционной музыки различных музыкальных культур свойственно построение ритмического каркаса музыки на основе периодически повторяющихся стандартных ритмоформул, так называемых ритмических циклов. Например, в макамных традициях стран Ближнего Востока и Средней Азии такие ритмические циклы называются усуль (тюрк.) или ика (араб.), в индийской классической музыке — тала.